# Kazimierz Adamski
Kazimierz Adamski es un escultor polaco, nacido el año 1964 en Cracovia.

## Datos biográficos
Estudió escultura en la Academia de Bellas Artes de 1988 a 1993. Creó las estatuas de los profetas del Antiguo testamento instaladas en el  palacio Krasicki de Krasiczyn cerca de  Przemyśl. Es también el diseñador de la medalla otorgada en el Premio "Cracoviae Merenti" y de estatuillas en su ciudad natal Cracovia.
Es el autor de la estatua de una grulla instalada en el recibidor de la sede central de la LOT Polish Airlines en Varsovia.